# Lega calcistica degli Emirati Arabi Uniti 1995-1996
La UAE Football League 1995-1996 è stata la 21ª edizione del massimo campionato emiratino di calcio, e fu vinta dallo Sharjah che conquista il sesto titolo nazionale nella sua storia.

## Classifica
|                                | Pos. | Squadra       | G  | V  | N  | P | GF | GS | Pt |
| ------------------------------ | ---- | ------------- | -- | -- | -- | - | -- | -- | -- |
| Emirati Arabi Uniti (bandiera) | 1    | Sharjah       | 18 | 12 | 3  | 3 | 35 | 17 | 39 |
|                                | 2    | Al-Wasl       | 18 | 10 | 5  | 3 | 30 | 17 | 35 |
|                                | 3    | Al-Ain        | 18 | 6  | 7  | 5 | 17 | 11 | 25 |
|                                | 4    | Al-Nasr       | 18 | 6  | 7  | 5 | 15 | 18 | 25 |
|                                | 5    | Al-Shabab     | 18 | 5  | 8  | 5 | 23 | 20 | 23 |
|                                | 6    | Al-Khaleej    | 18 | 4  | 9  | 5 | 13 | 19 | 21 |
|                                | 7    | Al-Shaab      | 18 | 3  | 10 | 5 | 19 | 20 | 19 |
|                                | 8    | Baniyas       | 18 | 4  | 6  | 8 | 16 | 30 | 18 |
|                                | 9    | Al-Wahda      | 18 | 3  | 8  | 7 | 14 | 20 | 17 |
|                                | 10   | Al-Ahli Dubai | 18 | 1  | 9  | 8 | 16 | 26 | 12 |

Legenda:

      Campione degli Emirati Arabi Uniti 1994-1995, ammessa al Campionato d'Asia per club 1997

      Ammesse alla Coppa delle Coppe dell'AFC 1996-1997

      Retrocessa in UAE Second Division 1996-1997

Note:
Tre punti a vittoria, uno a pareggio, zero a sconfitta.